# Mangora spiculata
Mangora spiculata là một loài nhện trong họ Araneidae.
Loài này thuộc chi Mangora. Mangora spiculata được Nicholas Marcellus Hentz miêu tả năm 1847.